# Строкинское сельское поселение
Строкинское сельское поселение — муниципальное образование в Колосовском районе Омской области.
Административный центр — село Строкино (155 км к северу от Омска).
Территория поселения расположена в заболоченной лесистой местности со множеством озёр на востоке Ишимской равнины. Основные реки: Оша и её приток Чебаклинка.
По территории поселения проходит автодорога Старосолдатское — Тара.

Имеется средняя общеобразовательная школа в Строкино. Здравоохранение обеспечивается амбулаторией в селе Строкино и фельдшерско-акушерскими пунктами в Новотроицке, Дубраве и Вишнёвом.
| 2010 | 2011  | 2012  | 2013  | 2014  | 2015  | 2016 |
| ---- | ----- | ----- | ----- | ----- | ----- | ---- |
| 1117 | ↘1113 | ↘1104 | ↘1063 | ↘1033 | ↘1001 | ↘990 |
| 2017 | 2018  | 2019  | 2020  | 2021  | 2023  |      |
| ↘975 | ↘952  | ↘929  | ↘915  | ↘774  | ↘746  |      |

## Состав сельского поселения
| № | Населённый пункт | Тип населённого пункта       | Население |
| - | ---------------- | ---------------------------- | --------- |
| 1 | Строкино         | село, административный центр | 826       |
| 2 | Вишнёвое         | деревня                      | 59        |
| 3 | Дубрава          | деревня                      | 60        |
| 4 | Квашнино         | деревня                      | 63        |
| 5 | Новотроицк       | деревня                      | 109       |